# Kuenburg

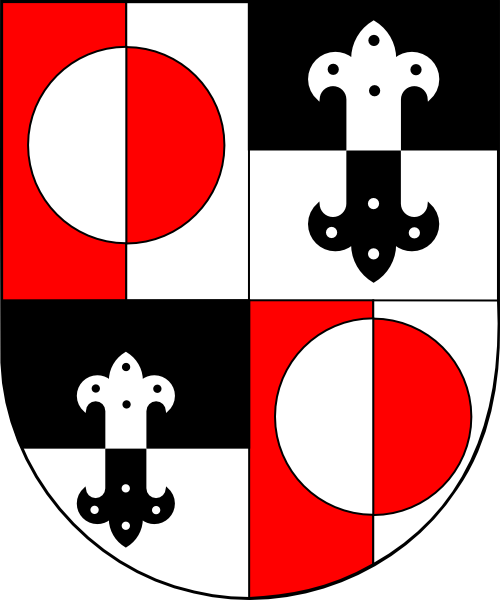
Escudo de los condes de Kuenburg sin decoración

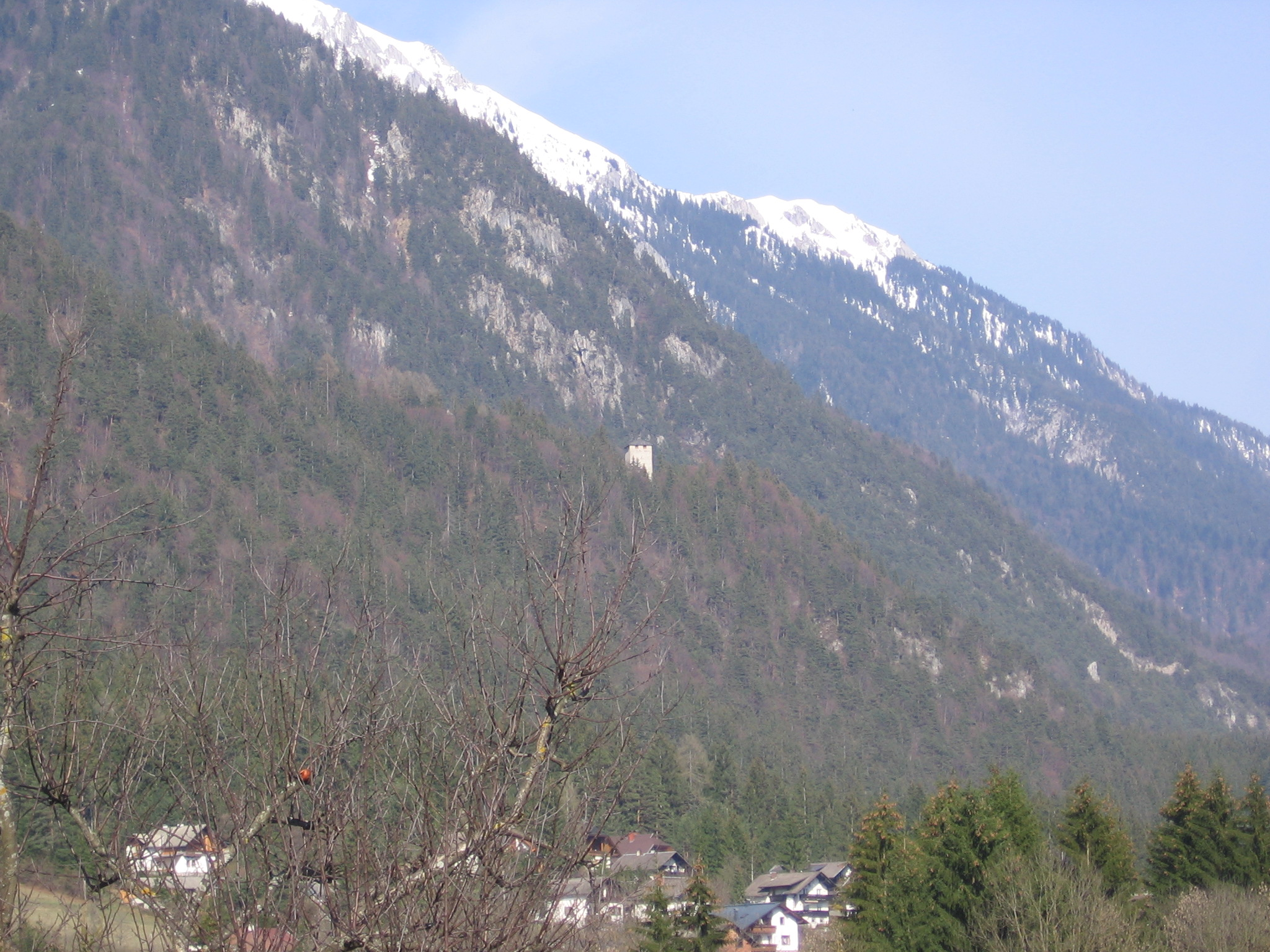
Torreón de las ruinas de Khünburg, Carintia

Kuenburg, originalmente Kienburg, también Khienburg, Khünburg, Khuenburg, Küenburg, Khuenburg, Kuenburger, es el nombre de una antigua familia aristocrática de Austria con orígenes en Carintia y ramas en Baja Austria, Estiria y Salzburgo, así como en Carniola, Bohemia, Moravia y Silesia .

## Historia

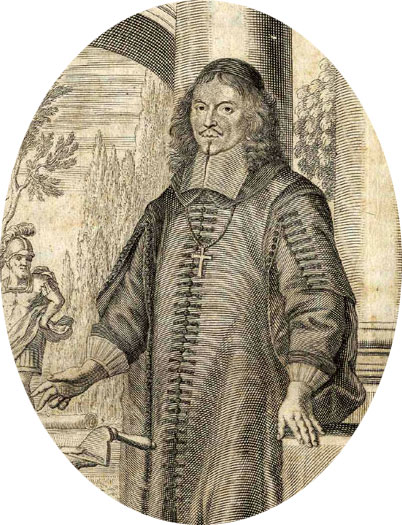
Max Gandolf von Kuenburg (1622-1687), el tercer Kuenburger como príncipe arzobispo de Salzburgo

### Origen, posesiones y ennoblecimiento
La familia de la nobleza de Carintia sirvió a los condes de Ortenburg como ministeriales e inicialmente tomó el nombre de la aldea de Deinsdorf, hoy parte de Magdalensberg (municipio) en el bajo Gurktal . A partir de 1388 tomó el nombre de su castillo ancestral cerca de Hermagor, al noroeste del lago Pressegger, hoy las ruinas del castillo de Khünburg .

La dinastía tuvo su apogeo en el periodo comprendido entre los siglos xvι y xvιιι, cuando pudo proporcionar diez obispos, entre ellos tres príncipes arzobispos de Salzburgo. En Tamsweg (Salzburgo), los Kuenburg adquirieron propiedades territoriales desde aproximadamente 1560 y construyeron el castillo de Kuenburg (Tamsweg), que permaneció en la familia hasta 1954, así como el castillo de Frohnburg, que estuvo en la familia desde 1620 hasta 1960, y el castillo de Blumenstein (Salzburgo) en el siglo xvιιι. En Tirol del Sur, los condes de Kuenburg residen desde 1851 en la finca Sallegg en Mitterdorf (Kaltern).

Las ramas de la familia fueron elevadas al rango de barones y condes, por ejemplo el más tarde arzobispo Max Gandolf von Kuenburg en 1665 por el emperador Leopoldo I.

### Descendientes
- Michael von Kuenburg (1514-1560), arzobispo de Salzburgo
- Georg von Kuenburg (530-1587), arzobispo de Salzburgo
- Ehrenfried von Kuenburg (1573-1618), obispo de Chiemsee
- Policarpo Wilhelm von Kuenburg (fallecido en 1675), obispo de Gurk
- Max Gandolf von Kuenburg (1622-1687), arzobispo de Salzburgo
- Franz Ferdinand von Kuenburg (1651- 1731), obispo de Laibach; Arzobispo de Praga
- Johann Sigmund von Kuenburg (1659-1711), príncipe-obispo de Lavant, príncipe-obispo de Chiemsee
- Karl Joseph von Kuenburg (1686-1729), obispo de Chiemsee
- Gandolf Ernst von Kuenburg (1737-1793), obispo de Lavant
- Johann Christoph von Kuenburg (1697- 1756), obispo auxiliar en Passau
- Amand von Kuenburg (* 1809; † 1886), gobernador de la Silesia austríaca 1865-1886, miembro de la mansión del k.k.Reichsrat
- Gandolph von Kuenburg (1841-1921), político austriaco
- Marcellina von Kuenburg (1883-1973), psicóloga alemana, terapeuta infantil y juvenil y practicante alternativa
- Mauricette von Kuenburg (1906-1996), Lady Murray como la esposa de Sir Ralph Hay Murray (embajador británico)

## Blasón

### Escudo de armas de la familia
Escudo: El escudo ancestral, según el libro de escudos de Siebmacher, muestra un escudo dividido en rojo y plata; la cimera del yelmo representa una imagen del escudo con un penacho de 5 (según otros 7) plumas de gallo; los lambrequines del casco son rojos y plateados.  

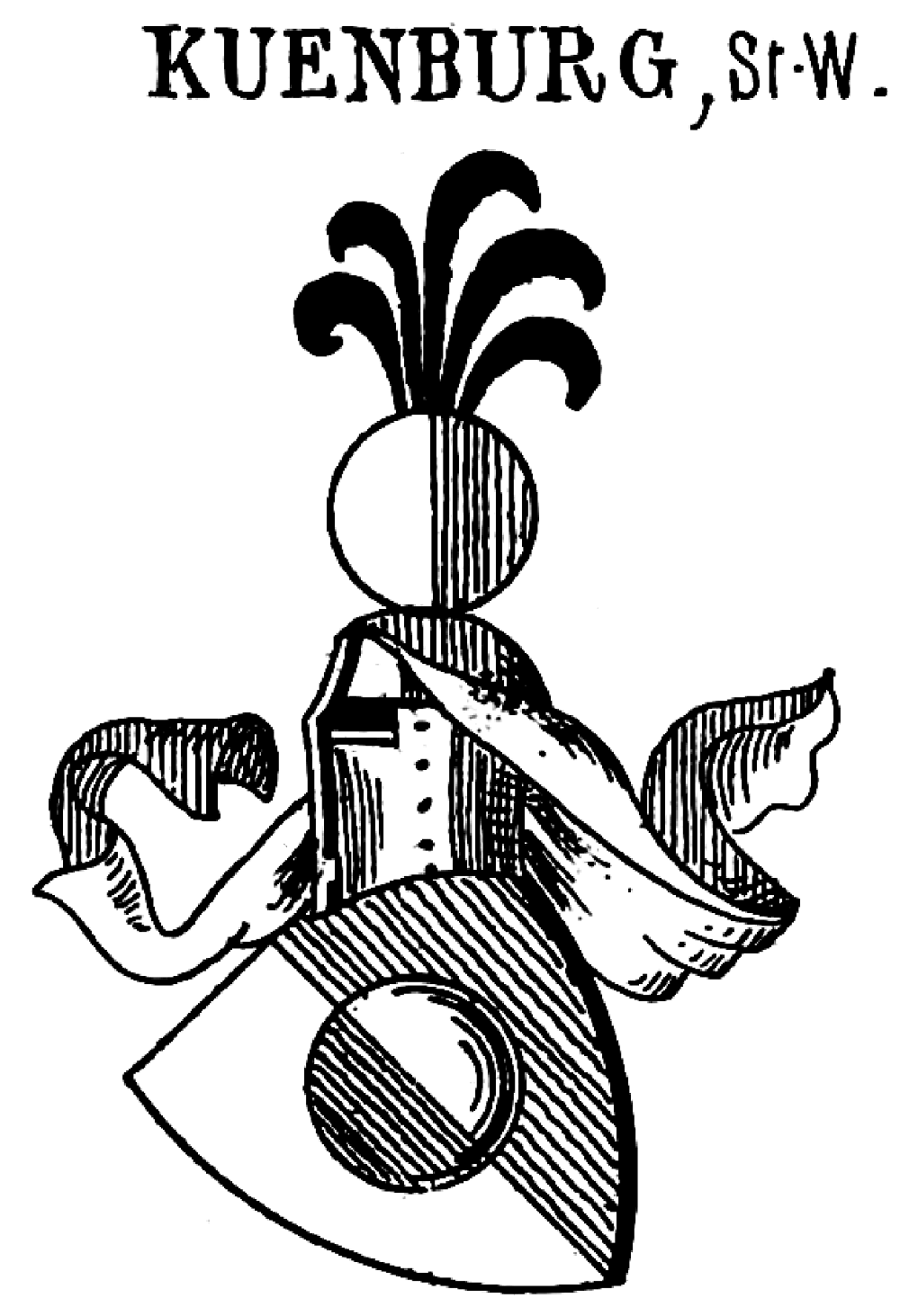
Escudo de armas de la familia de los de Kuenburg
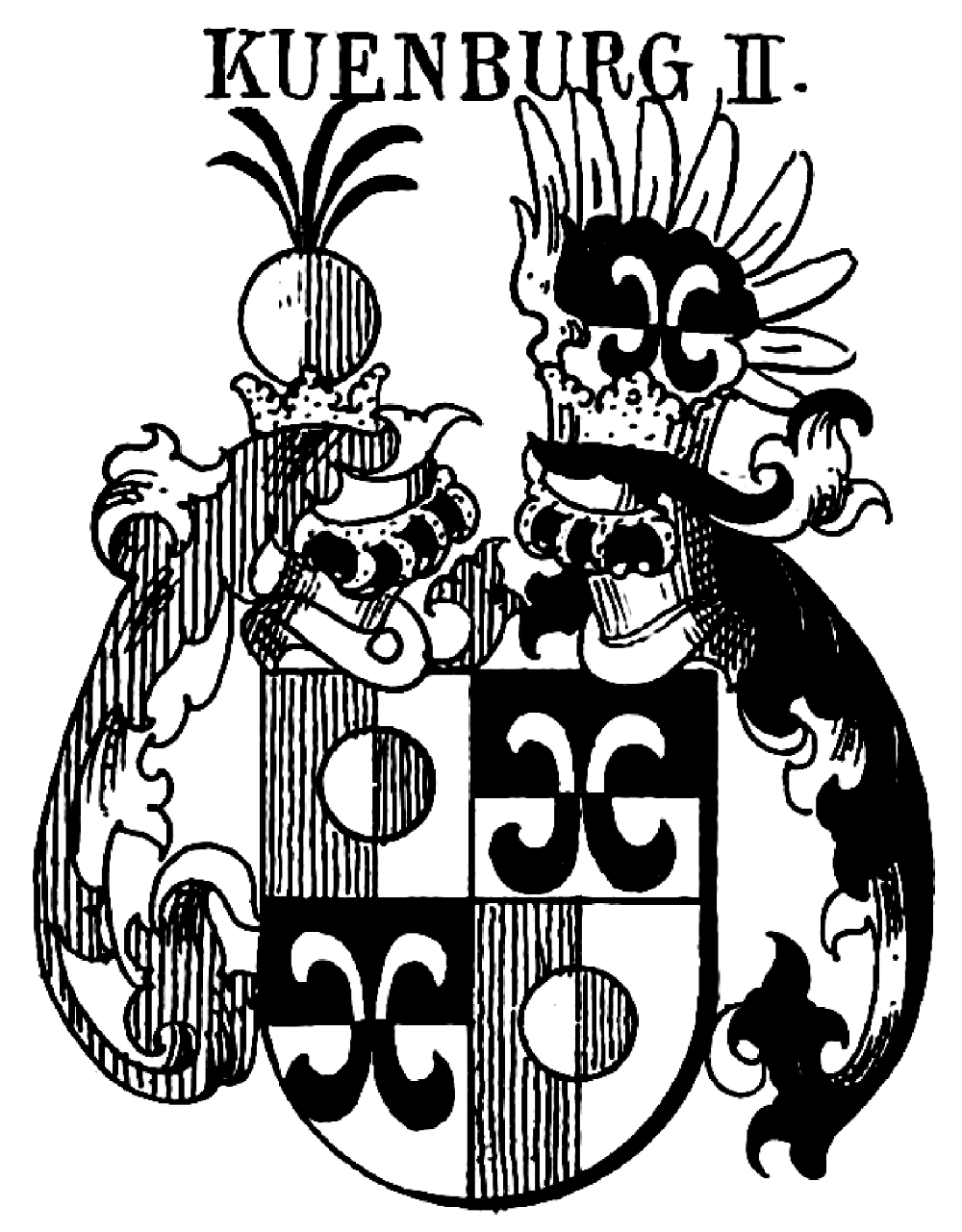
Escudo de armas del conde (con decoración) de los de Kuenburg (después de que se aumentara el escudo de armas)
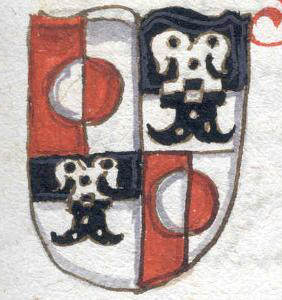
Escudo de armas (sin decoración) del arzobispo de Salzburgo Michael von Kuenburg, después de 1587, desde la Crónica de Salzburgo hasta 1587
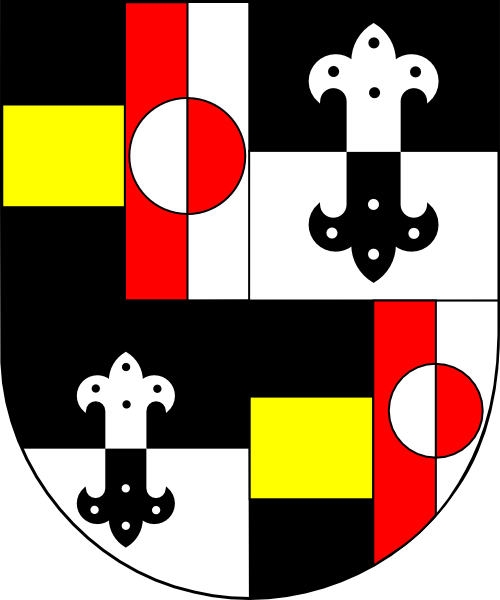
Escudo de armas (sin decoración) de Franz Ferdinand von Kuenburg, obispo de Laibach ( Ljubljana, Eslovenia ) (1701-1711) y arzobispo de Praga (1711-1731)
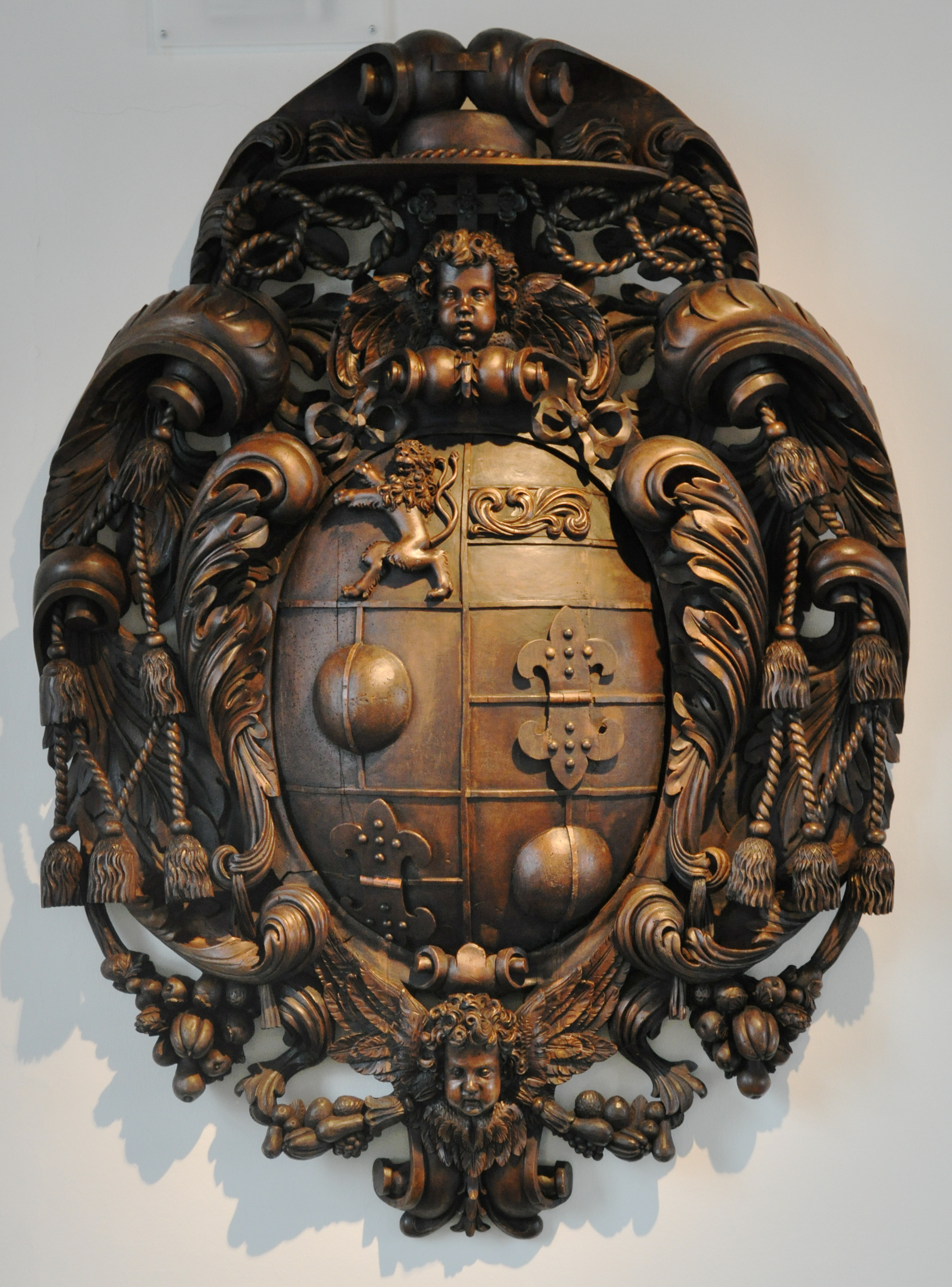
Escudo de armas (con decoración) del arzobispo (¿Max Gandolf?) De Kuenburg, fundición de metales, Museo de Salzburgo
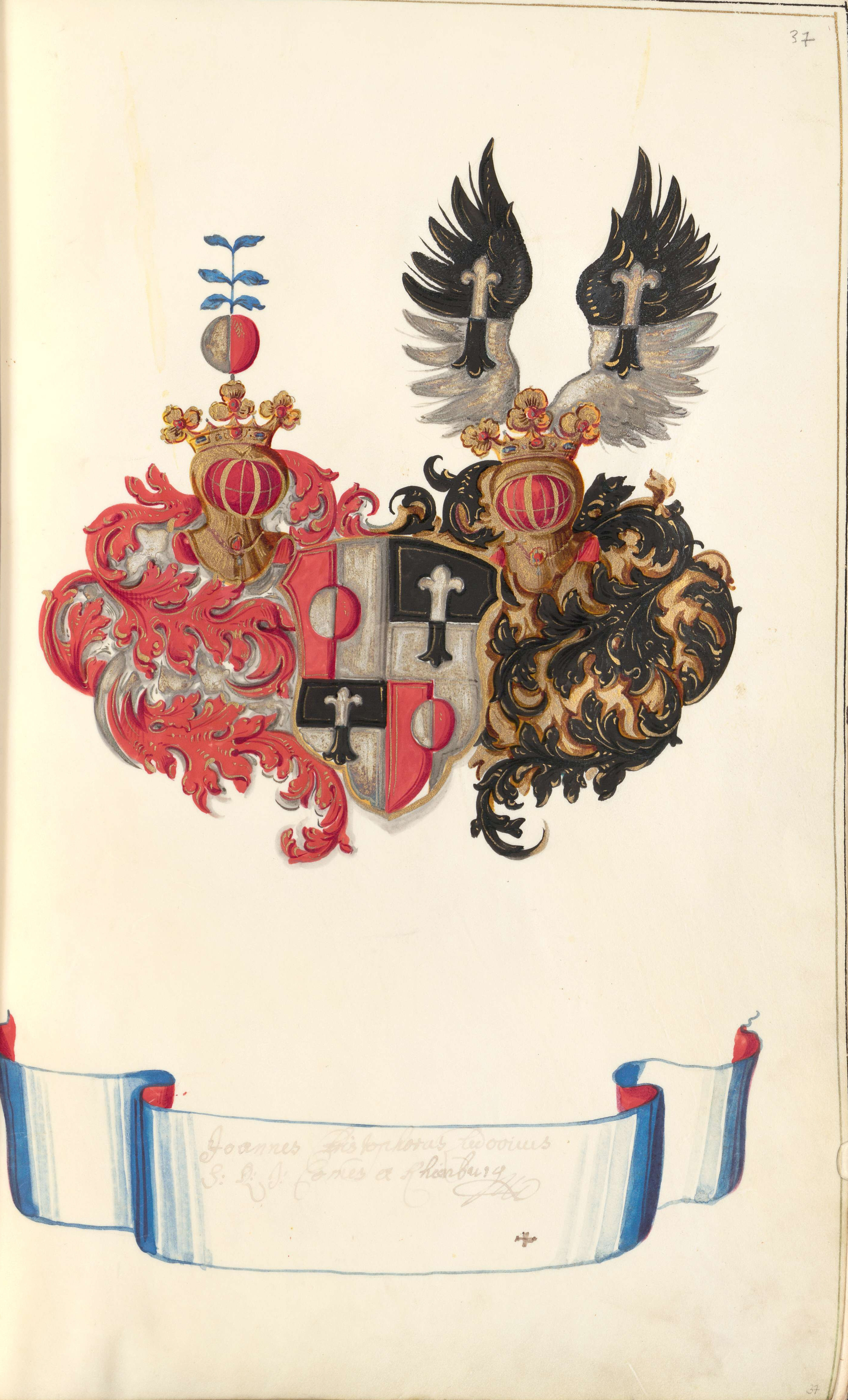
Escudo de armas (con decoración) de Joannes Christophorus Ludovicus SRI viene un Khienburg (Johann Christoph Ludwig Reichsgraf von Kuenburg)